# Veratrin

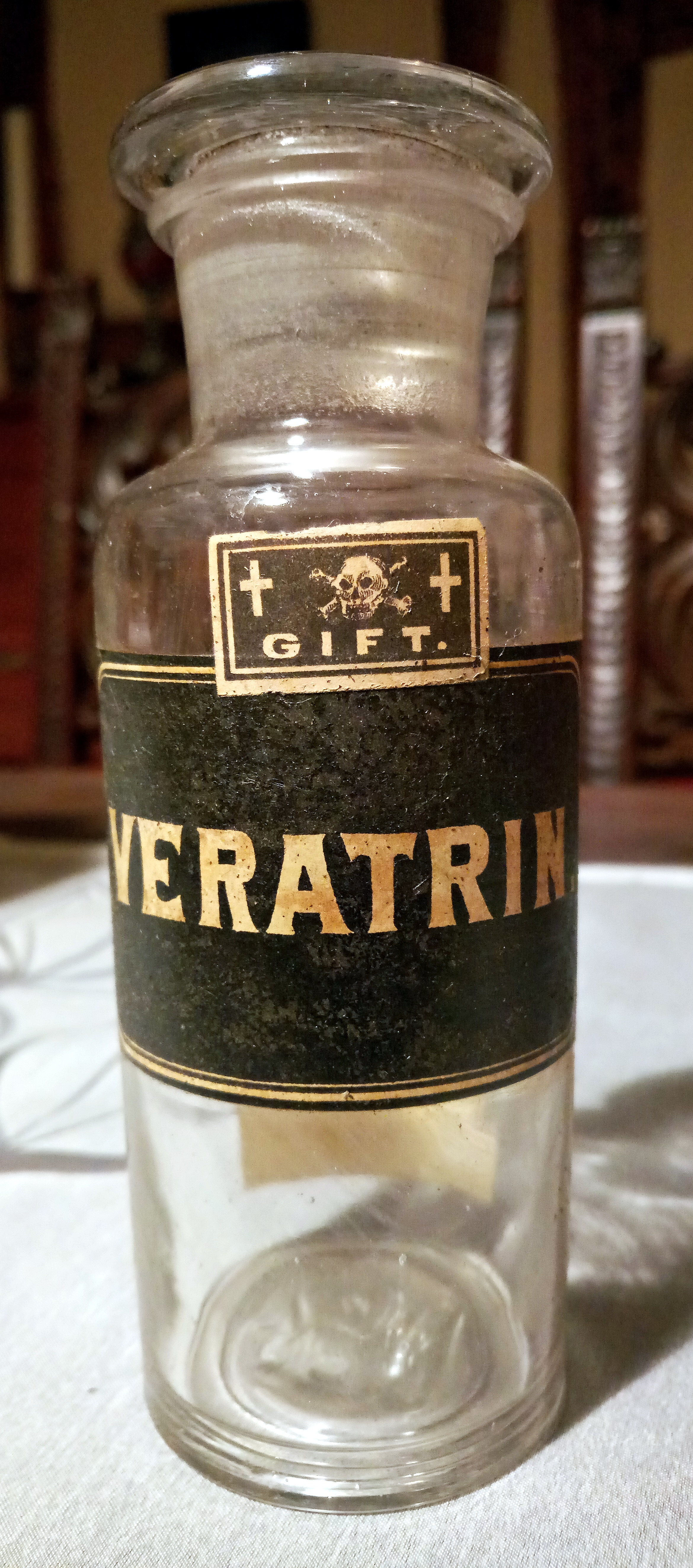
Veratrin-Glas um 1900

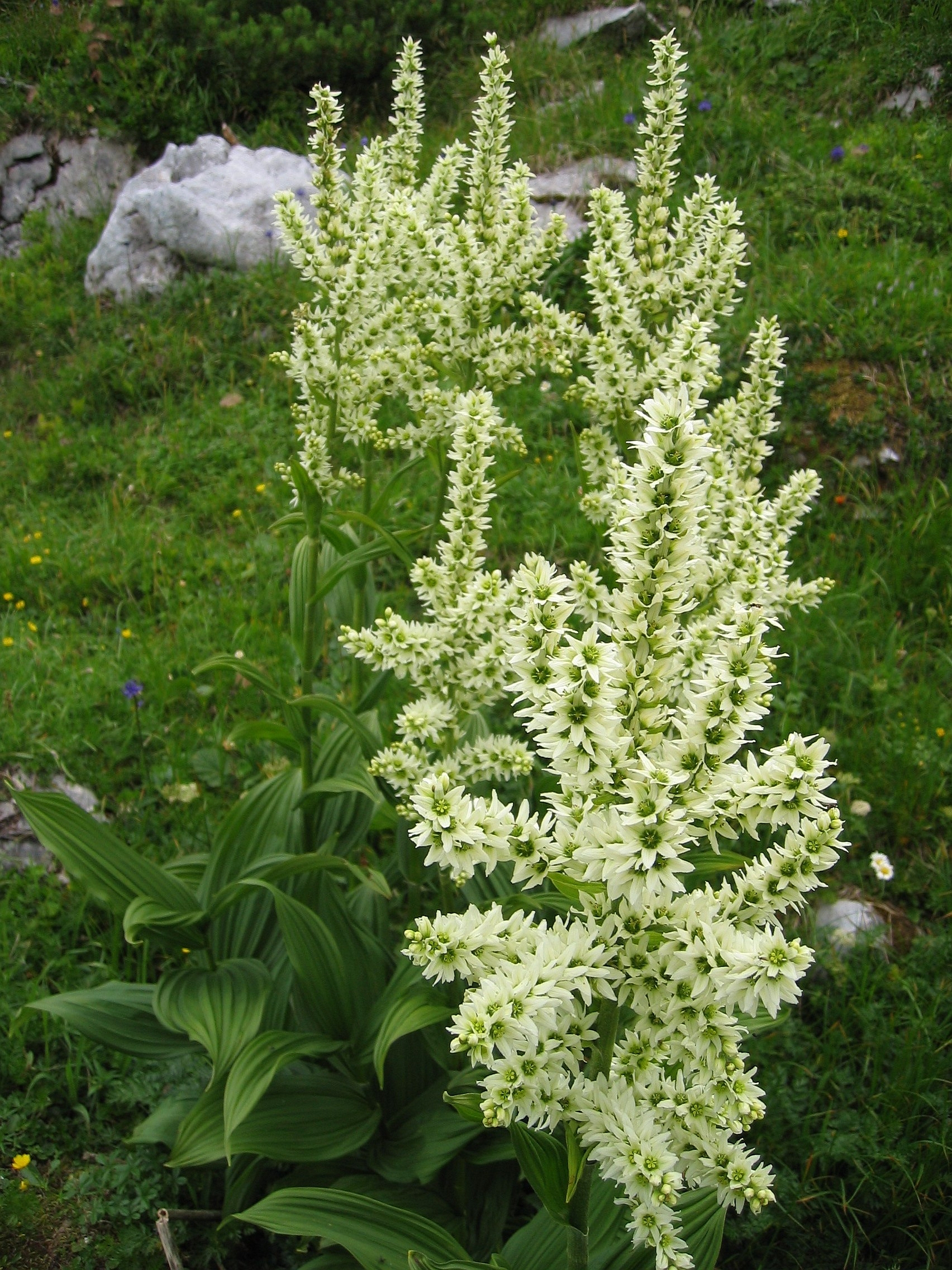
Weißer Germer (Veratrum album)

Veratrin ist die Bezeichnung eines giftigen Alkaloidgemisches, bestehend aus Cevadin und Veratridin, das früher häufig als Mittel gegen Ectoparasiten (z. B. Kopfläuse) Anwendung fand.
Veratrin kommt in Vertretern der Germergewächse wie dem Weißen Germer (Veratrum album L.) oder dem Sabadill vor. Extrakte aus Teilen dieser Pflanzen, vor allem der Wurzel und dem Rhizom, der unter der Bodenoberfläche wachsenden Sprossachse, wurden früher wie Aconitin als Pfeilgift verwendet und enthalten ein giftiges Alkaloidgemisch (Amino-, Ester- und Glykosidalkaloide), das für heilkundliche Zubereitungen zu verschiedenen Verwendungszwecken gebraucht wurde: als „Läusewurzel“ oder „Krätzwurzel“ fand es gegen Kopfläuse Verwendung, als „Fieberstellwurz“ gegen fieberhafte Erkrankungen und als „Sauwurz“ als Brechmittel für Tiere. Zudem wurden Alkaloide des Veratrins bei Myasthenie und progressiver Muskeldystrophie sowie bei Gicht und erhöhtem Blutdruck angewandt. In pulverisierter Form ruft Germer einen sehr heftigen Niesreiz hervor, weshalb er auch als „Nieswurz“ bezeichnet wurde und als Bestandteil des Schneeberger Schnupftabaks zu finden war. Er dient gelegentlich noch heute als Läuseessig oder -salbe in der Heilkunde und Tierheilkunde zur Insektenbekämpfung und als homöopathische Zubereitung bei Kreislaufschwäche. Je nach Herkunft und Herstellungsweise besitzen wässrige oder alkoholischen Auszüge einen sehr unterschiedlichen Gehalt an Einzelstoffen und damit auch sehr unterschiedliche Wirkungen mit einer nur geringen therapeutischen Sicherheit.
Es wurde von Carl Friedrich Wilhelm Meißner isoliert.